# Simulium chutteri
Simulium chutteri es una especie de insecto del género Simulium, familia Simuliidae, orden Diptera.
Fue descrita científicamente por Lewis, en 1965.